# ريوإيتشي فوكوشيغي
ريوإيتشي فوكوشيگً (باليابانية: 福重 良一) (30 يناير 1971 في واكاياما في اليابان – )؛ هو لاعب كرة قدم ياباني سابق كان يلعب كمدافع.

## وصلات خارجية
- ريوإيتشي فوكوشيغي على موقع رابطة كرة القدم اليابانية للمحترفين (اليابانية)
- ريوإيتشي فوكوشيغي على موقع عالم كرة القدم.نت (الإنجليزية)